# 認知 (親子関係)
認知（にんち）とは、法概念としては嫡出でない子（非嫡出子）について、その父又は母が血縁上の親子関係の存在を認める旨の観念の表示をすることをいう。法律上、当然には親子関係が認められない場合について、親子関係を認める効果がある。
日本の民法の規定上は、父・母からのいずれによる認知も想定されているが、基本的には父子関係においてのみ問題となる。これは、母子関係は原則として母の認知をまたず分娩の事実によって当然に発生するためである。母の認知は懐胎・分娩の事実が立証不可能の場合に限定的に機能するにすぎない。ただし、人工生殖技術の進歩により代理母における父子・母子関係などの新たな問題が生じており、立法上の課題となっている。

## 認知の立法主義
認知の立法主義には意思主義（主観主義）と事実主義（客観主義）がある。
- 意思主義（主観主義）

原則として非嫡子関係の発生には父の意思表示たる認知が必要で、それがない場合に父に対して意思表示を命じることができるとする法制
- 事実主義（客観主義）

認知は真実の親子関係について確定する手続であるとして必ずしも父の意思を問題としない法制
なお、日本の民法は両者が混在するとされる。

## 認知の法的性質
日本法における認知には任意認知と強制認知（裁判認知）とがあり、認知の法的性質については、任意認知は父が自らの子と承認する意思表示であり、強制認知は父の意思に反する場合にも裁判によって親子関係を確定するものであるとみる説と、任意認知は父による観念の通知で非嫡子父子関係を推定するにすぎず、強制認知によって非嫡子父子関係は確定するとみる説があり両者は対立する。

## 任意認知
届出又は遺言によってする認知を任意認知という。なお、認知者以外の者の嫡出推定が及ぶ子については、嫡出否認がなされないと認知することができない（離婚後300日問題など参照）。

### 任意認知の方式
- 届出による認知

認知は、戸籍法の定めるところにより届出によってすることができる（民法781条第1項、方式につき戸籍法60条、61条）。この場合の法的性質は創設的届出である。現実に親子として生活をしていても届出がなければ認知としての効力を生じない。
- 遺言による認知

認知は遺言によってもすることができる（民法781条第2項）。この場合、遺言の効力発生時に発生し、遺言執行者が届出をするため、その法的性質は報告的届出である。

### 無効行為の転換
一定の無効な行為が無効行為の転換の理論により認知の届出としての効力を認められることがある。
- 夫が妻以外の女性との間に生まれた子（非嫡出子）を妻との嫡出子として虚偽の出生届を提出した場合において、出生届が戸籍事務管掌者によって受理されたときは認知届としての効力を有する（通説[7][8]、判例として大判大15・10・11民集5巻703号、最判昭53・2・24民集32巻1号110頁[9]）。

### 認知能力と承諾
認知を有効になしうる能力を認知能力というが、認知には意思能力があれば足りる。認知者が未成年者又は成年被後見人であるときであっても、その法定代理人の同意を要しない（民法780条）。
なお、以下の場合には認知に一定の承諾を要する。
- 成年の子の認知

成年の子は、その承諾がなければ、これを認知することができない（民法782条）。親が未成年の間には子を放置しておきながら、その子が成年になった後に認知することで自己の利益を図ろうとするのを抑止する趣旨である。
- 胎児認知

父は胎児も認知することができ、この場合においては母の承諾を得なければならない（民法783条第1項）。誤った認知を防止するとともに、母の名誉・利害を考慮した規定である。また、嫡出推定が行われる子については胎児の認知は無効となる（同条第2項）。
- 死亡した子の認知

認知者は死亡した子でも、その直系卑属があるときに限り、認知することができ、この場合において、その直系卑属が成年者であるときは、その承諾を得なければならない（民法783条第2項）。なお、直系卑属が複数いる場合の承諾とその効果の及ぶ範囲については学説に対立がある。

### 認知の無効・取消し
- 認知の無効

真実の親子関係に反する認知は無効であり、子その他の利害関係人はその認知に対して反対の事実を主張することができる（民法786条）。利害関係人には認知者も含まれ、認知者が血縁上の父子関係がないことを知りながら認知した場合も原則として認知無効を主張できる。また、認知者が認知能力を欠いていた場合、認知者が知らないまま第三者が認知の届出をした場合には、たとえ真実の親子関係があったとしても認知は無効である。認知無効の性質については当然無効説（通説）と形成無効説（判例‐大判大11・3・27民集1巻137頁）がある。
- 認知の取消し

認知者はその認知を取り消すことができない（民法785条）。ただし、詐欺または強迫によって認知手続きをした場合は、取り消せるという説もある。

## 強制認知（裁判認知）
子、その直系卑属又はこれらの者の法定代理人は、認知の訴えを提起することができる。この訴えによる認知を強制認知あるいは裁判認知という。認知によって親子関係を形成する形成訴訟である(最判昭29・4・30)。父又は母の死亡の日から3年を経過したときは、訴えを提起することができない（民法787条）。認知の訴の特例に関する法律（昭和24年法律第206号）により、今次の戦争の戦没者については、死亡の日に代えて、子等が、死亡の事実を知った日から3年(ただし、死亡の日から10年以内）は提起できるとしている。

### 当事者
訴えの原告は子、その直系卑属又はこれらの者の法定代理人である（民法787条、最判昭43・8・27民集22巻8号1733頁）。訴えの被告は原則として父又は母であるが、死後である場合には検察官を相手方とする（人事訴訟法第42条第1項）。

### 出訴期間
認知の訴えは父又は母の死亡の日から3年を経過したときは提起できない（民法787条）。死後認知の場合に、年月の経過によって証拠が不明確になることや、相続財産などをめぐる濫訴を防ぐ趣旨である。
なお、認知請求権の放棄は認められない（通説、判例として最判昭37・4・10民集16巻4号693頁）。

## 認知の効果
認知の効果は法律上の親子関係の発生であり、これにより相続や扶養などの法律的効果が発生する。認知の効果は出生の時に遡る（民法784条本文）。ただし、第三者が既に取得した権利を害することはできない（民法784条但書）。なお、相続の開始後に認知された者の価額の支払請求権については民法910条が規定している。
なお、認知によっても親権者・監護者、戸籍・氏は当然には変更されず、認知後に父母の協議や家庭裁判所の審判で定めることができる（民法819条4項・6項、民法719条1項）。

## その他
- 認知するには自然血縁関係の存在が必要である[15][12]。
- 認知の手続きにかえて、親子関係存在確認訴訟を提起するということは認められない。
- 非嫡出子が特別養子縁組となった場合、実親は縁組後と離縁前に認知することはできない（最高裁平成5年7月14日判決）。
- 社会学においては、「認知」は「意識」と同義に用いられることもある。親子関係のうち、父子関係において、生殖上の意味での父が不明な子を、懐胎した母の夫が「認知」すること（社会学的な意味での父と宣言すること）が、社会が子をその一員として公認することの条件である（「嫡出の原理」）と説明されることもある[16]。